# Tomas Kempe
Tomas Kempe, folkbokförd Tomas Kent Mikael Kämpe, född 9 september 1966 i Skövde, är en svensk före detta tränare för Leksands IF.
Kempe är en stor profil i ishockeyklubben Skövde IK där han har spelat 14 säsonger som hårdskjutande back. Efter spelarkarriären blev han assisterande tränare i Skövde IK. Mellan 00/01 och 05/06 var Kempe huvudtränare i Skövde IK. Säsongen 06/07 bytte han för första gången klubb som tränare då han tog över Växjö Lakers
Kempes största merit som tränare kom säsongen 03/04 då han tog upp Skövde IK till allsvenskan. Det blev dock bara en ettårig sejour för laget i landets näst högsta serie.
Den 23 februari 2010 skrev Kempe ett treårigt kontrakt med Karlskrona HK. Säsongen 2011/2012 tog han även upp Karlskrona HK till Hockeyallsvenskan. Den 15 oktober 2012 sparkades han som huvudtränare från Karlskrona HK. Tomas Kempe blev den första tränaren under säsongen 2012/2013 i Hockeyallsvenskan som avskildes från sitt uppdrag som tränare.